# Gérard Larcher
Gérard Philippe René André Larcher (Flers, 14 settembre 1949) è un politico e veterinario francese.
Dal 1º ottobre 2014, Gérard Larcher è presidente del Senato, il settimo dalla fondazione della Quinta Repubblica nel 1958. Era già stato presidente del Senato dal 1º ottobre 2008 al 1º ottobre 2011.

## Biografia
Gérard Larcher è figlio di un proprietario di una fabbrica tessile. Suo padre possedeva 20 cavalli. Gérard Larcher ha affermato che voleva fare il veterinario quando aveva 13 anni. Dopo essersi diplomato al liceo di Caen, ha studiato medicina veterinaria a Lione. Dopo aver completato gli studi, ha svolto il servizio militare presso la Guardia repubblicana a Parigi, dove ha curato circa 500 cavalli.
Dal 1974 al 1979 è stato veterinario della squadra nazionale equestre francese. In questa veste ha anche preso parte alle Olimpiadi estive del 1976 a Montréal.

## Carriera politica
Nel 1976 aderisce al Raggruppamento per la Repubblica (RPR) e nel 2002 all'Unione per un Movimento Popolare (UMP). È un esponente del gollismo sociale, il cui obiettivo è la tutela della democrazia sociale senza tuttavia rimettere in discussione il capitalismo. Questa forma di gollismo, legata alla difesa dell'indipendenza nazionale e al ruolo della Francia nel mondo, è la più vicina al gollismo tradizionale.
Sindaco di Rambouillet dal 1983 al 2004, consigliere regionale dell'Île-de-France dal 1985 al 1989. È eletto senatore delle Yvelines il 28 settembre 1986, ed è il più giovane senatore dell'assemblea in esercizio in quell'anno. Dal 1997 al 2001 è anche vicepresidente del Senato. Si dimette dall'assemblea il 30 aprile 2004 per entrare nel terzo governo di Jean-Pierre Raffarin come ministro delegato alle relazioni del lavoro. Il 31 maggio 2005 è nominato ministro delegato all'impiego, al lavoro e all'inserzione professionale nel governo di Dominique de Villepin. Il 15 maggio 2007 rinuncia a entrare come ministro dell'agricoltura nel primo governo di François Fillon per farsi rieleggere al Senato in un'elezione suppletiva che si tiene il 1º ottobre 2007. In quell'anno ritrova anche il mandato di sindaco di Rambouillet: rieletto alle amministrative del 2008, non si ripresenta nel 2014.

### Presidente del Senato
Il 24 settembre 2008, al primo turno delle primarie, con 78 voti contro 56 a Jean-Pierre Raffarin e 17 a Philippe Marini è scelto dai senatori dell'UMP come candidato unico del gruppo all'elezione di presidente del Senato. La sua designazione appare come una sconfessione aperta a Raffarin e, al tempo stesso, come uno scatto di orgoglio da parte dei senatori dell'UMP che si sentono sciolti dalla disciplina di partito. Il 1º ottobre con 173 voti contro 134 al candidato socialista Jean-Pierre Bel, 19 a René Garrec (UMP) e 2 a Jean-Pierre Raffarin è quindi eletto presidente del Senato. Succede a Christian Poncelet, anch'egli dell'UMP, che se pure a malincuore non ha voluto ricandidarsi.
Dopo le elezioni del 25 settembre 2011 per il rinnovo di una metà dei membri dell'assemblea, Larcher presenta la sua candidatura alla presidenza del Senato. Il 1º ottobre 2011 ha 134 voti, ma è battuto dal socialista Jean-Pierre Bel, eletto presidente con 179 voti.
A seguito delle elezioni del 28 settembre 2014 per il rinnovo dell'altra metà dei componenti, con 80 voti su 145 il successivo 30 settembre è designato dai senatori dell'UMP come candidato del gruppo all'elezione del presidente del Senato, mentre Jean-Pierre Raffarin ottiene 56 voti e Philippe Marini 7. Il 1º ottobre 2014 è quindi eletto al secondo turno presidente del Senato, con 194 voti contro 124 al candidato socialista Didier Guillaume, 18 alla comunista Eliane Assassi e uno a Philippe Marini (che tuttavia non si era candidato). Succede al socialista Jean-Pierre Bel, che non si era ricandidato alle elezioni per il rinnovo parziale dell'assemblea.

#### L'austerity
Nella riunione del consiglio di presidenza del 18 novembre 2008, Larcher ha annunciato un giro di vite sullo stile di vita fastoso del Senato e l'instaurazione della trasparenza sui conti dell'alta assemblea. Larcher è stato il primo a dare il buon esempio, autoriducendosi del 30% l'indennità di funzione (lo stesso taglio è stato esteso alle indennità percepite dai tre questori).
Le prime misure sono state varate nel novembre 2008: utilizzo a rotazione delle auto di servizio, riduzione dei rimborsi per i tragitti in taxi, incremento della trasformazione degli alloggi di servizio in uffici. Con una serie di provvedimenti successivi, è stato soppresso il mutuo edilizio senza interesse accordato ai senatori e ai funzionari. Le trasferte dei senatori sono state sottoposte maggiori controlli: posta fine ai biglietti di prima classe sui voli aerei, limitati i viaggi dei gruppi di amicizia, abolite le visite improvvise all'estero senza l'accordo preventivo del Senato. Nell'aprile 2009, il Senato ha restituito al bilancio dello Stato 5,4 milioni di euro sulla sua dotazione per il 2008, che ammonta a 315 milioni. Il Senato ha anche rinunciato all'aumento di 5,5 milioni del suo bilancio per il 2009, proponendosi di fare lo stesso nel 2010.
Nel contempo, Larcher ha provveduto a una cospicua riduzione delle spese del proprio gabinetto: 
- 44,45 % rispetto al primo semestre 2009 (547 329 euro di spese). In particolare, le spese di trasferta sono scese del 64 % per il gabinetto e dell'80 % per il presidente. Le spese di rappresentanza sono calate del 14 %. Il personale del gabinetto è diminuito di sei unità, e tutti i suoi membri sono tenuti pagare il conto alla mensa.

## Curiosità
- È stato eletto per la prima volta presidente del Senato a 59 anni, molto giovane se paragonato ai suoi predecessori Alain Poher, René Monory e Christian Poncelet, che sono rimasti in carica fino a un'età molto avanzata nonostante fossero molto malati.